# Pierre Kalulu
Pierre Kazeye Rommel Kalulu Kyatengwa (2000. június 5.–) francia profi labdarúgó, aki a Serie A-ban szereplő Juventus védője. Elsősorban jobbhátvéd, de a védelem közepén is bevethető.

## Pályafutása

### Klubcsapatokban

#### Olympique Lyonnais
Kalulu 2010 nyarán ifjúsági klubjától, a Saint-Priesttől az Olympique Lyon ifjúsági akadémiájára igazolt. Lyonban 2010 és 2018 között végigjárta az ifjúsági csapatokat, 2018 júniusában pedig a tartalékcsapatba is nevezték. A 2020. március 5-i, Amiens elleni hazai mérkőzésre Kalulut beválogatták a Lyon első csapatának keretébe, de a mérkőzésen nem lépett pályára.

#### AC Milan
2020 nyarán Kalulu Olaszországba igazolt az AC Milanhoz és 2025-ig szóló szerződést írt alá. 2020. december 10-én debütált, a Sparta Praha elleni Európa Liga-mérkőzésen bal oldali középhátvédként végigjátszotta a mérkőzést; mivel a Milan 1–0-ra nyert, dicséretben részesült, amiért segített a csapatnak megőrizni a hibátlan mérleget. Három nappal később, december 13-án mutatkozott be a Serie A-ban, a sérült Matteo Gabbia helyére állt be a Parma elleni hazai mérkőzés ötödik percében. Az ezt követő, december 16-án lejátszott, Genoa elleni idegenbeli bajnoki mérkőzésen először lépett pályára kezdőként az olasz bajnokságban és egyenlítő gólt szerzett a 2–2-vel végződő találkozón.
A 2021–22-es szezonban Alessio Romagnoli sérülése után Kalulu kezdett a 2022. március 6-i Napoli elleni mérkőzésen, Fikayo Tomori társaként a védelem tengelyében; a Napoli támadójával, Victor Osimhen-nel szemben lenyűgözően védekezett, így segítette a Milant az 1–0-s győzelemhez. Március 12-én az Empoli ellen Kalulu megszerezte első gólját a szezonban, egy erőteljes csavart lövéssel a kapu torkából, amivel a Milan 1–0-ra győzött és megőrizte első helyét a bajnokságban. Vele és Tomorival a védelemben 2022-ben először fordult elő, hogy két egymást követő Serie A-mérkőzésen a csapat nem kapott gólt.
A 2022–23-as szezonban Kalulu több különböző poszton is szerepelt: jobb oldali középhátvédként Fikayo Tomori mellett, háromvédős rendszerben pedig a jobb oldalon, miközben Malick Thiaw a védelem közepén, Tomori pedig a bal oldalon játszott. Emellett jobbhátvédként is pályára lépett a négyvédős felállásban. Az idény vége felé azonban, amikor Stefano Pioli vezetőedző visszatért a 4–2–3–1-es formációhoz, Kalulu fokozatosan kiszorult a kezdőcsapatból: középhátvédként Thiaw, a nyáron érkezett játékos kapott előnyt, aki a szezon második felében kiemelkedő teljesítményt nyújtott, míg jobbhátvédként a csapatkapitány, Davide Calabria előzte meg a rangsorban.
A 2023–24-es szezon tovább rontotta Kalulu helyzetét a Milanban, mivel csupán 11 mérkőzésen lépett pályára minden sorozatot figyelembe véve, több olyan sérülés miatt, amelyekek hónapokig tartó rehabilitációt igényeltek. Ennek ellenére 2024 májusára visszanyerte erőnlétét, és abban a hónapban három mérkőzésen is pályára lépett.

##### Kölcsönben a Juventusnál
2024. augusztus 21-én a szintén a Serie A-ban szereplő Juventus bejelentette, hogy kölcsönszerződés keretében egy évre megszerezte Kalulut. A szerződés 3,3 millió euró ellenében jött létre, és tartalmazott egy 14 millió eurós vételi opciót a kölcsönidőszak lejártát követően. 2025. június 6-án a vált hivatalossá, hogy a Juventus aktiválta a vételi opciót, és 2029-ig érvényes szerződést kötött a francia védővel.

### A válogatottban
A francia állampolgárság mellett Kalulu a kongói állampolgárságával is rendelkezik.
Kalulu 2018 júniusa óta játszik Franciaország különböző ifjúsági válogatottjaiban és alapemberként vett részt a 2019-es U19-es Európa-bajnokságon, ahol Franciaország csak az elődöntőben esett ki a későbbi Európa-bajnok Spanyolország ellen. Kalulu a 2021-es Európa-bajnokság negyeddöntőjében debütált az U21-es válogatottban, ahol Franciaország 2–1-re kikapott Hollandiától.
Kalulu bekerült a francia válogatottba a 2021-es tokiói nyári olimpiára, de Franciaország a Mexikó és a házigazda Japán elleni két vereséget követően már a csoportkörben kiesett az olimpiai labdarúgótornáról, ahol Kalulu mindhárom csoportmérkőzésen szerepelt.
Kalulu 2025. június 5-én mutatkozott be a francia felnőttválogatottban a Spanyolország elleni a Nemzetek Ligája elődöntőn, amelyet a stuttgarti MHPArenában rendeztek meg. Kalulu gyenge válogatottbeli bemutatkozását több szaklap is élesen bírálta, a leggyengébbek közé sorolva őt és Konatét, miközben Deschamps kapitányt is kritika érte, amiért épp a spanyolok ellen vetette be először.

## Magánélete
Kalulu a labdarúgók Aldo Kalulu és Gédéon Kalulu legkisebb testvére, ruandai és kongói származású.

## Statisztikája

### Klubcsapatokban[28]
| Csapat         | Szezon         | Bajnokság              | Bajnokság | Bajnokság | Kupa  | Kupa | Európai | Európai | Egyéb | Egyéb | Összesen | Összesen |
| Csapat         | Szezon         | Liga                   | Mérk.     | Gól       | Mérk. | Gól  | Mérk.   | Gól     | Mérk. | Gól   | Mérk.    | Gól      |
| -------------- | -------------- | ---------------------- | --------- | --------- | ----- | ---- | ------- | ------- | ----- | ----- | -------- | -------- |
| Lyon B         | 2018–19        | Championnat National 2 | 17        | 0         | —     | —    | —       | —       | —     | —     | 17       | 0        |
| Lyon B         | 2019–20        | Championnat National 2 | 19        | 0         | —     | —    | —       | —       | —     | —     | 19       | 0        |
| Lyon B         | Összesen       | Összesen               | 36        | 0         | —     | —    | —       | —       | —     | —     | 36       | 0        |
| AC Milan       | 2020–21        | Serie A                | 13        | 1         | 1     | 0    | 4       | 0       | —     | —     | 18       | 1        |
| AC Milan       | 2021–22        | Serie A                | 28        | 1         | 4     | 0    | 5       | 0       | —     | —     | 37       | 1        |
| AC Milan       | 2022–23        | Serie A                | 34        | 1         | 1     | 0    | 10      | 0       | 1     | 0     | 46       | 1        |
| AC Milan       | 2023–24        | Serie A                | 9         | 0         | 0     | 0    | 2       | 0       | —     | —     | 11       | 0        |
| AC Milan       | Összesen       | Összesen               | 84        | 3         | 6     | 0    | 21      | 0       | 1     | 0     | 105      | 3        |
| Juventus       | 2024–25        | Serie A                | 29        | 1         | 1     | 0    | 8       | 0       | 1     | 0     | 39       | 1        |
| Juventus       | Összesen       | Összesen               | 29        | 1         | 1     | 0    | 8       | 0       | 1     | 0     | 39       | 1        |
| Teljes karrier | Teljes karrier | Teljes karrier         | 149       | 4         | 7     | 0    | 29      | 0       | 2     | 0     | 180      | 4        |

1. ↑  Pályára lépések az Európa Ligában
2. 1 2 3  Pályára lépések a Bajnokok Ligájában
3. 1 2  Pályára lépések az Olasz labdarúgó-szuperkupában

## Sikerei, díjai
AC Milan
- Olasz bajnok: 2021–2022[29]

## Fordítás
- Ez a szócikk részben vagy egészben  a   Pierre Kalulu című angol Wikipédia-szócikk ezen változatának fordításán alapul.  Az eredeti cikk szerkesztőit annak laptörténete sorolja fel. Ez a jelzés csupán a megfogalmazás eredetét és a szerzői jogokat jelzi, nem szolgál a cikkben szereplő információk forrásmegjelöléseként.
- Ez a szócikk részben vagy egészben  a   Pierre Kalulu című német Wikipédia-szócikk ezen változatának fordításán alapul.  Az eredeti cikk szerkesztőit annak laptörténete sorolja fel. Ez a jelzés csupán a megfogalmazás eredetét és a szerzői jogokat jelzi, nem szolgál a cikkben szereplő információk forrásmegjelöléseként.